# Тунджай, Февзи
Февзи Тунджай (тур. Fevzi Tuncay; род. 14 сентября 1977, Миляс, Мугла) — турецкий футболист, игравший на позиции вратаря.

## Клубная карьера
Начал профессиональную карьеру в «Мугласпоре». В 1995 году стал игроком «Бешикташа», где провёл большую часть карьеры. В 2002 году стал игроком «Газиантепспора». Позднее в том же году перешёл в состав «Самсунспора». С 2003 по 2006 года был игроком клуба «Малатьяспора». Сезон 2006/2007 провёл за «Манисаспор». Также был игроком «Фетхиеспор», «Диярбакырспор», «Коджаэлиспор», «Гиресунспор» и «Тавшанлы». В последнем в 2012 году завершил карьеру футболиста.

## Международная карьера
Единственный матч за национальную сборную Турции состоялся 23 февраля 2000 года в товарищеском матче против сборной Норвегии (0:2). Был в составе сборной на чемпионате Европы 2000.

## Достижения
«Бешикташ»
- Вице-чемпион Турции: 1996/97, 1998/99, 1999/00
- Обладатель Кубка Турции: 1997/98